# KIR2DL3
KIR2DL3 (англ. Killer cell immunoglobulin like receptor, two Ig domains and long cytoplasmic tail 3) – білок, який кодується однойменним геном, розташованим у людей на довгому плечі 19-ї хромосоми. Довжина поліпептидного ланцюга білка становить 341 амінокислот, а молекулярна маса — 37 886.
| 10         |  | 20         |  | 30         |  | 40         |  | 50         |
| ---------- |  | ---------- |  | ---------- |  | ---------- |  | ---------- |
| MSLMVVSMVC |  | VGFFLLQGAW |  | PHEGVHRKPS |  | LLAHPGPLVK |  | SEETVILQCW |
| SDVRFQHFLL |  | HREGKFKDTL |  | HLIGEHHDGV |  | SKANFSIGPM |  | MQDLAGTYRC |
| YGSVTHSPYQ |  | LSAPSDPLDI |  | VITGLYEKPS |  | LSAQPGPTVL |  | AGESVTLSCS |
| SRSSYDMYHL |  | SREGEAHERR |  | FSAGPKVNGT |  | FQADFPLGPA |  | THGGTYRCFG |
| SFRDSPYEWS |  | NSSDPLLVSV |  | TGNPSNSWPS |  | PTEPSSETGN |  | PRHLHVLIGT |
| SVVIILFILL |  | LFFLLHRWCC |  | NKKNAVVMDQ |  | EPAGNRTVNR |  | EDSDEQDPQE |
| VTYAQLNHCV |  | FTQRKITRPS |  | QRPKTPPTDI |  | IVYTELPNAE |  | P          |

A: Аланін

C: Цистеїн

D: Аспарагінова кислота

E: Глутамінова кислота

F: Фенілаланін

G: Гліцин

H: Гістидин

I: Ізолейцин

K: Лізин

L: Лейцин

M: Метіонін

N: Аспарагін

P: Пролін

Q: Глутамін

R: Аргінін

S: Серин

T: Треонін

V: Валін

W: Триптофан

Кодований геном білок за функцією належить до рецепторів. 
Задіяний у такому біологічному процесі, як альтернативний сплайсинг. 
Локалізований у клітинній мембрані, мембрані.